# Ястремська Світлана Олександрівна
Світлана Олександрівна Ястремська (нар. 4 лютого 1970, смт. Велика Березовиця, Україна) — українська вчена у галузі педагогіки, доктор педагогічних наук (2018), професор (2021), директор навчально-наукового інституту медсестринства Тернопільського національного медичного університету імені І. Я. Горбачевського (з 2007 р.).

## Життєпис
У 1988 році закінчила Чортківське медичне училище.
У 1995 році — природничий факультет Тернопільського державного педагогічного інституту, отримавши спеціальність «хімія з додатковою спеціальністю біологія». 
У 2010 році закінчила Тернопільський державний медичний університет імені І.Я. Горбачевського за спеціальністю «Сестринська справа», отримавши диплом магістра.
У 1995—2002 працювала вчителем хімії у ЗОШ № 9 у м. Тернопіль.
З 2003 року працює у Тернопільському національному медичному університеті імені І. Я. Горбачевського: асистент кафедри біохімії (2003—2007), директор навчально-наукового інституту медсестринства ТНМУ (від 2007 року), професор кафедри клінічної імунології, алергології та загального догляду за хворими ТНМУ. 
Під керівництвом С. О. Ястремської у ННІ медсестринства ТНМУ відкрито магістратуру для медсестер, міжнародну школу медсестринства, в якій навчаються іноземні студенти.

## Наукова діяльність
У 2003 році захистила кандидатську дисертацію на тему «Вікові особливості перебігу процесів вільнорадикального та енергозабезпечуючого окиснення та способи їх корекції» за спеціальністю 03.00.04 – біохімія (науковий керівник - професор Я. І. Гонський).
У 2007 році Ястремській С. О. присвоєно вчене звання доцента.
У 2018 році захистила докторську дисертацію за спеціальністю 13.00.04 – теорія і методика професійної освіти на тему «Теорія і методика професійної підготовки майбутніх магістрів сестринської справи у вищих медичних начальних закладах засобами дистанційного навчання» (науковий консультант - професор І. М. Мельничук).
Наукові інтереси: розвиток і становлення паліативної медицини в Україні, роль медичних сестер в наданні паліативної та хоспісної допомоги населенню; становлення вищої медсестринської освіти в Україні; розвиток і удосконалення дистанційної освіти.
У 2017—2019 роках була членом спеціалізованої вченої ради К 58.601.04 з правом прийняття до розгляду та проведення захисту дисертацій на здобуття наукового ступеня кандидата біологічних та медичних наук за спеціальністю 03.00.04 - біохімія [Архівовано 11 червня 2021 у Wayback Machine.].
С. О. Ястремська є науковим керівником двох дисертаційних робіт на здобуття наукового ступеня.

## Редакційна та громадська робота
Світлана Олександрівна Ястремська веде активну громадську роботу, зокрема вона є:
- координатором україно-швейцарського проекту «Розвиток медичної освіти» (з 2018 року) [Архівовано 11 червня 2021 у Wayback Machine.];
- координатором грантового україно-канадського проекту «Медико-психологічна допомога при синдромі посттравматичних стресових розладів для осіб з вадами слуху» (від 2017 року) [Архівовано 11 червня 2021 у Wayback Machine.];
- координатором грантового україно-канадського проекту «Сестринська ініціатива – медсестри щодо полегшення психічної травми» (2015-2016 рр.) [Архівовано 11 червня 2021 у Wayback Machine.];
- заступником головного редактора науково-практичного журналу «Медсестринство» [Архівовано 11 червня 2021 у Wayback Machine.];
- членом редакційної колегії наукового журналу «Вісник медичних і біологічних досліджень» [Архівовано 8 листопада 2021 у Wayback Machine.];
- членом редакційної колегії наукового журналу «Медична освіта» [Архівовано 23 листопада 2021 у Wayback Machine.];
- членом громадської організації “Українська ліга розвитку паліативної та хоспісної допомоги” (з 2010 року);
- членом Асоціації медичних сестер України (з 2008 року).

## Доробок
Автор та співавтор понад 185 публікацій, 1 монографії та 3 посібників.

## Відзнаки
- Почесна грамота Кабінету Міністрів України (2009);
- Грамоти департаменту охорони здоров’я Тернопільської облдержадміністрації ( 2015, 2018);
- Подяка Міністерства освіти і науки України (2019).